# Assemblea popolare nazionale
L'Assemblea popolare nazionale (in francese Assemblée populaire nationale; in arabo المجلس الشعبي الوطني‎?) è la camera bassa dell'Algeria.